# Malá čarodějnice (film)
Malá čarodějnice (německy Die kleine Hexe) je česko-německý animovaný film z roku 1984 podle knihy Otfrieda Preusslera, natočený režisérem Zdeňkem Smetanou.
Příběh má i formu stejnojmenného 14dílného večerníčku, film je z něj složen. Příběh namluvila Jiřina Bohdalová, hudbu složil Petr Skoumal.
Malá čarodějnice bydlí v malém domku v lese. Společnost jí dělá moudrý havran Abraxas. Malá čarodějnice má pouhých 127 let a čarovat se teprve učí. Je tedy ještě velmi mladá na to, aby se mohla účastnit čarodějnického sabbatu na Skalnaté hoře. Přesto se rozhodne porušit zvyklosti, splnit si svůj sen a na Skalnatou horu si zaletět. Nic by se pravděpodobně nestalo, kdyby nebyla odhalena. Tetičky čarodějnice jí ale kromě trestu dají i velkou šanci. Stane-li se do příštího roku DOBROU čarodějnicí, bude moct přiletět na Skalatou horu a Filipojakubskou noc si užít spolu s dospělými čarodějnicemi...